# Touring Club Suisse
O Touring Club Suisse (TCS) é uma associação Suíça activa no domínio da assistência das pessoas e dos veículos, do turismo e da protecção dos consumidores.

## Um grupo de ciclistas
Fundado a 1 Set. 1896 por um grupo de 205 ciclistas de Genebra que pretendiam desenvolver o turismo em bicicleta. Pela mesma ocasião fundam a Liga Internacional das Associações de Turismo (LIAT). É só em 1901 que o clube se entende aos automobilistas, que fornecia aos membros uma lista dos locais onde se poderiam abastecer de gasolina! .
Hoje o clube reúne mais de 1,6 milhões de membros e o belo edifício que foi a sede de clube é hoje a sede da secção de Genebra, no Quai Gustave-Ador, em frente do Jardim inglês. Os escritórios do clube encontram-se em Meyrin e gerem as 24 secções cantonais.

## Actividades
Se uma grande parte do seus serviços está relacionado com o socorro do automobilista  - falta de gasolina, carro que não arranca, etc. - os anjos amarelos como são conhecidos pois essa é a cor dos carros de assistência, socorrem de mais de ??? problemas anuais.
Paralelamente o clube diversificou-se e regrupa actualmente também a protecção jurídica em caso de litígio (Assista), seguro de viagem com retorno do veículo na Suiça (Livret ETI, controlo de veículos (moto ou carro), cursos de aperfeiçoamento de condução seja em terreno seco, húmido ou sobre neve e/ou gelo,  agência de viagens, prevenção e segurança estradal.

## Academia da Mobilidade
Criada em 2008 a Academia da Mobilidade oferece uma plataforma inter-disciplinar de estudo da mobilidade no futuro aberta a todos os que esta ideia interessa. Ela organiza colóquios e conferências e dirige-se não aos profissionais como às organizações publicas e privada. Foi assim que por exemplo que o CERN meteu à disposição dos seus funcionários para as deslocações entre os diferentes laboratórios e locais das experiências, automóveis eléctricos .

## Imagens

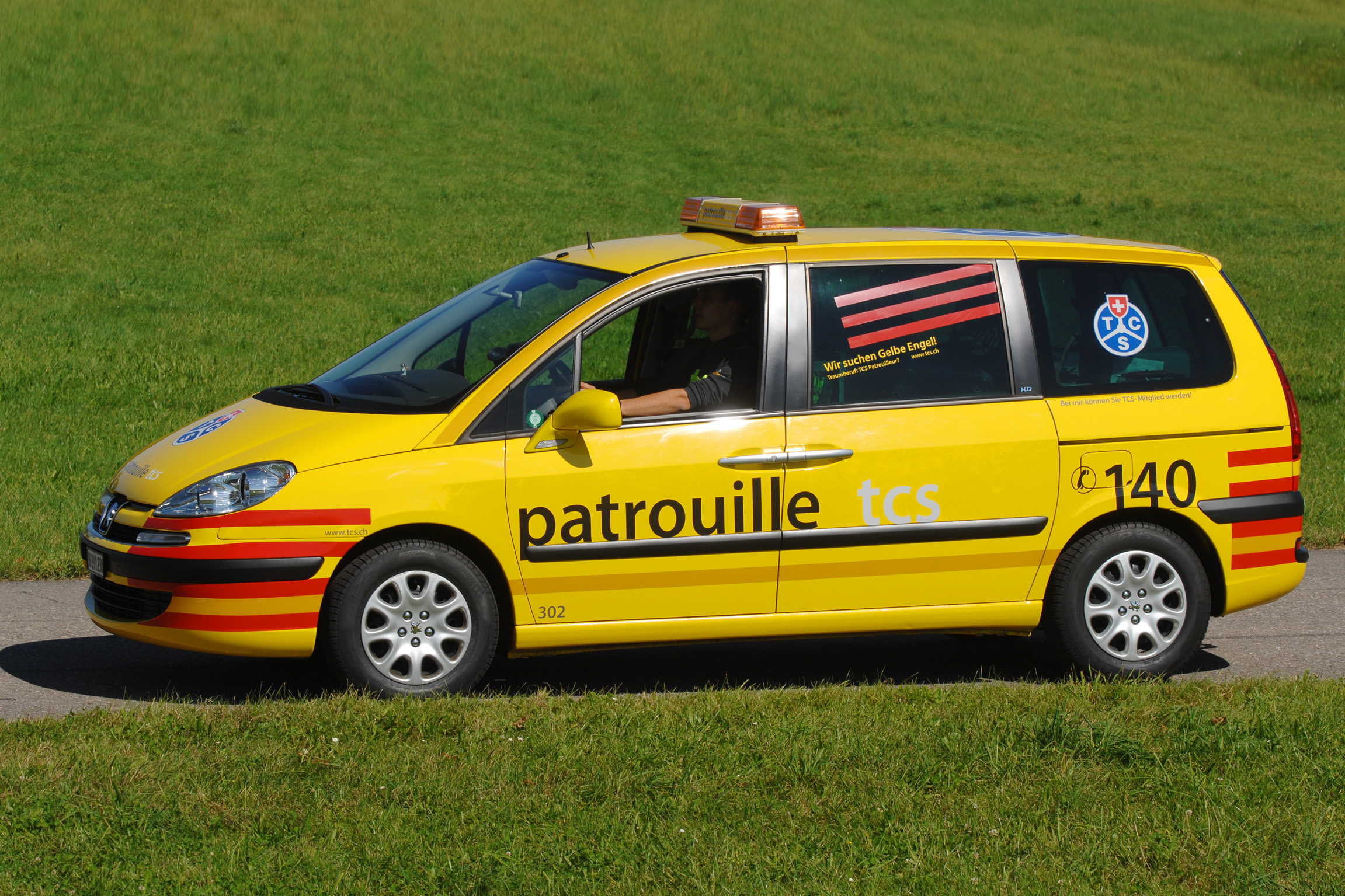
Um anjo amarelo em acção
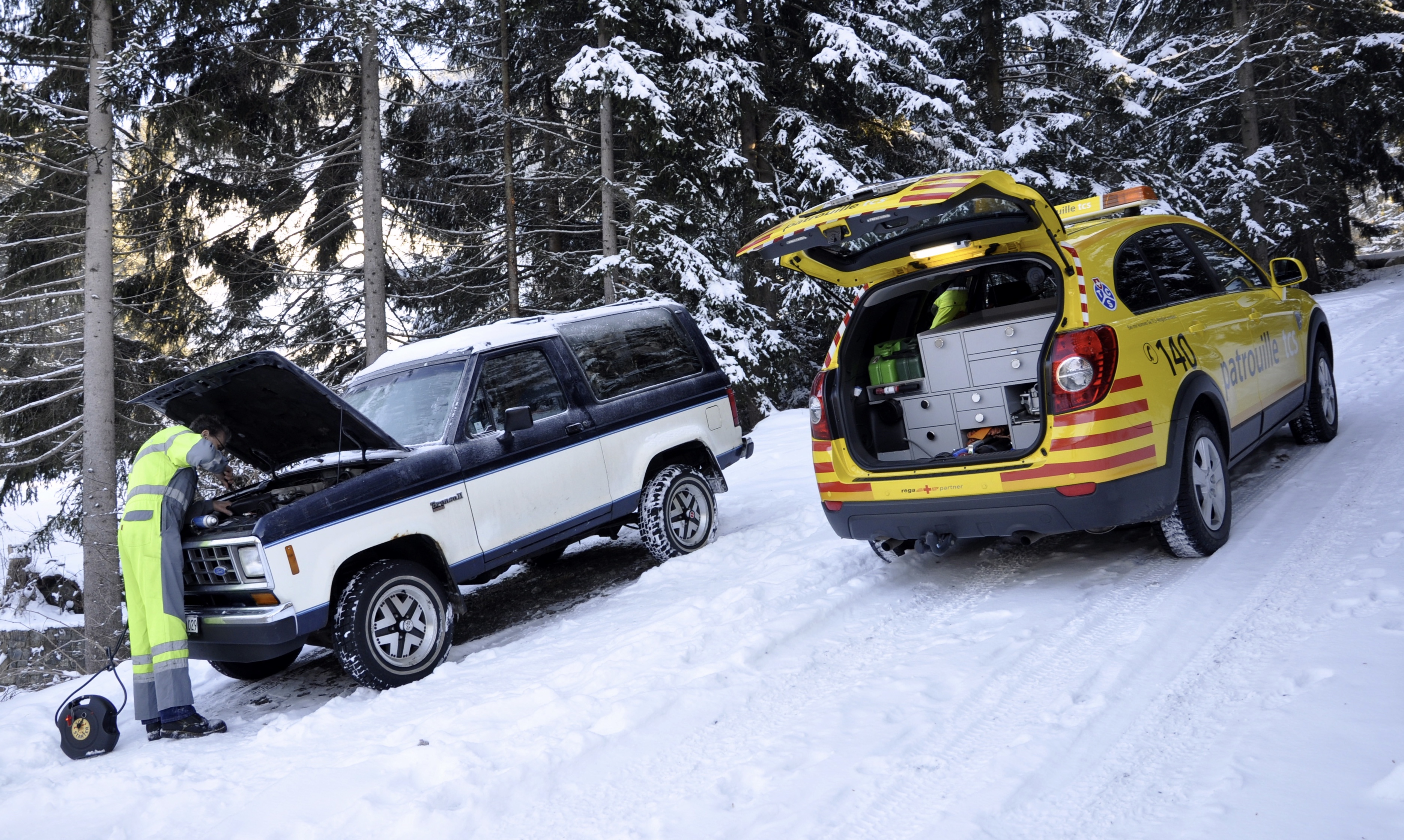
Intervençnao invernal]
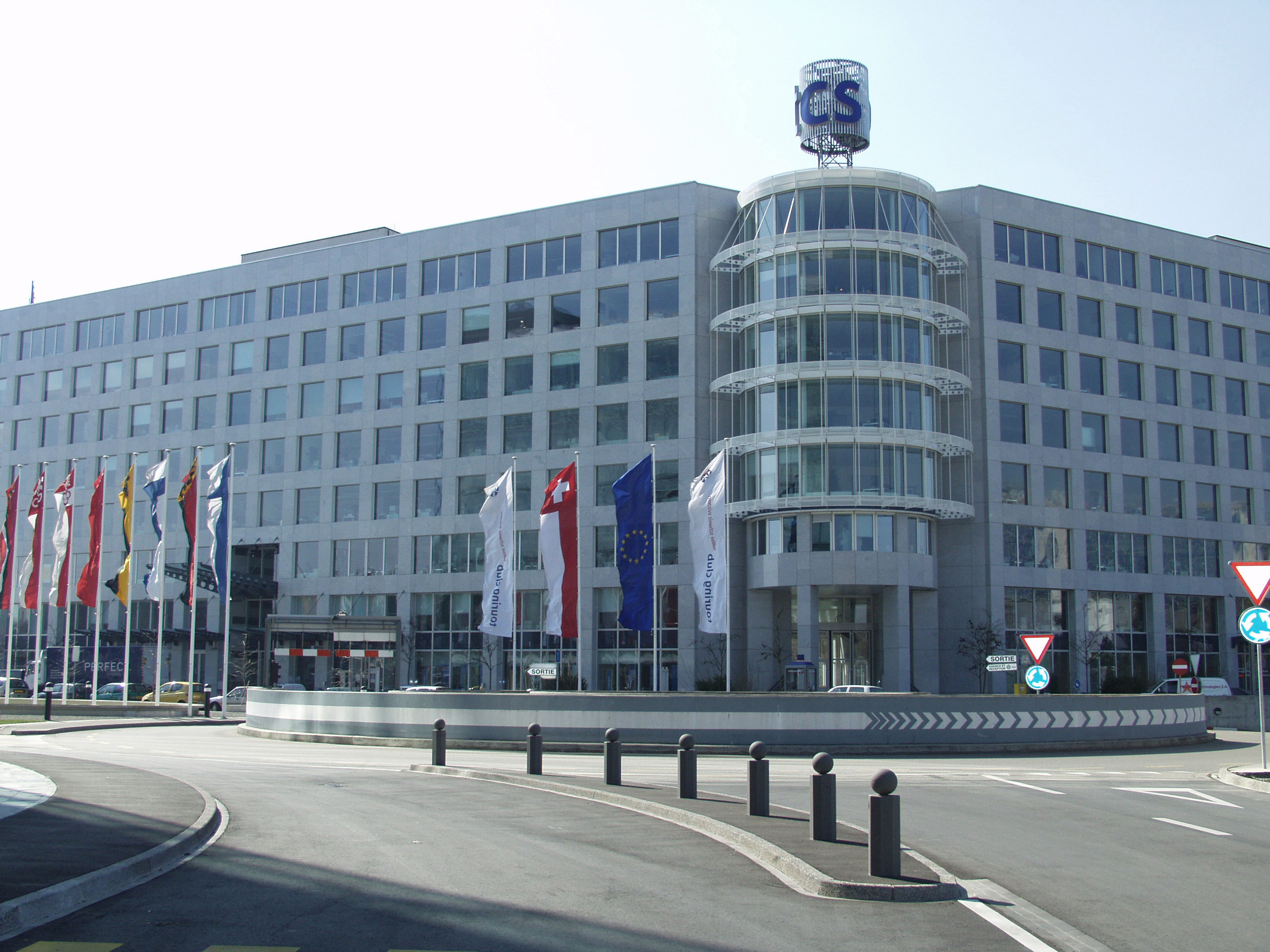
Sede do TCS, Meyrin